# Holopogon kirgizorum
Holopogon kirgizorum là một loài ruồi trong họ Asilidae. Holopogon kirgizorum được Peck miêu tả năm 1977. Loài này phân bố ở vùng Cổ Bắc giới.